# Ulrich Cameron Luft
Ulrich Cameron Luft (Berlino, 25 aprile 1910 – Albuquerque, 23 novembre 1991) è stato un medico, fisiologo e insegnante tedesco,  naturalizzato statunitense, fu un componente scientifico della spedizione alpinistica tedesca al Nanga Parbat del 1937, che tentò di scalare la settima vetta più alta del mondo.

## Biografia
Ulrich Cameron Luft era figlio di un insegnante tedesco e di madre scozzese, suo fratello minore era il critico teatrale Friedrich Luft. Crebbe a Kaiserallee (oggi: Bundesallee), a Friedenau e frequentò il vicino ginnasio. Dopo aver completato la carriera scolastica, Luft studiò medicina nelle università di Friburgo, Monaco di Baviera e Berlino dal 1929 al 1935. Dopo un anno come medico assistente, Luft conseguì il dottorato nel 1937 con la tesi"Cambiamenti irreversibili degli organi dovuti all'ipossiemia in pressione negativa". Successivamente, nel 1937 e nel 1938, Luft prese parte, in qualità di scienziato e medico accompagnatore, alla spedizione tedesca al Nanga Parbat  guidata dall'alpinista  Karl Wien. Fu selezionato con  Hans Hartmann e Günther Hepp.  Tutti i membri della spedizione appartenevano alla cerchia di amici del capo spedizione Karl Wien: Günther Hepp e Adolf Göttner erano stati con lui nella regione del Sikkim in India settentrionale  nel 1936; e lo stesso Rupert Fankhauser dal Tirolo,  aveva stretto amicizia con lui nelle scalate più difficili del Wilder Kaiser; Peter Müllritter era stato sul Nanga Parbat già nel 1934: in quell'occasione era stato lo spettatore impotente, in alto sulla montagna, del disastro per i suoi amici; e ora sarebbe stato il fotografo ufficiale della spedizione. Il professor Carl Troll, il geografo e botanico, era stato con Wien per molti mesi negli altipiani dell'Africa orientale. Era una squadra potente e godeva del sostegno di tutta la nazione tedesca. Vienna aveva personalmente selezionato un ottimo team di sherpa l'anno precedente e gran parte dell'attrezzatura era già stata spedita. Le speranze del successo erano alte.
Il 15 giugno diciassette alpinisti furono travolti da una valanga di ghiaccio al campo IV sul Nanga Parbat a un'altitudine di 6.200 m a soli 1.940 metri dalla vetta del monte. Una piccola cornice sospesa dalla cresta orientale del Rakhiot Peak si staccò e, raccogliendo un'enorme valanga sul suo percorso lungo e relativamente pianeggiante, si diressero direttamente al campo IV, seppellendovi gli uomini mentre dormivano nelle tende. Fu una delle tragedie più grandi nella storia degli ottomila e  solamente due membri del team si salvarono perché erano ai campi inferiori, lo stesso Ulrich Cameron Lufte e Carl Troll. 
Luft tornò in Germania e insegnò nell'Università di Berlino. Nel 1938 prese parte alla spedizione al Nanga Parbat e lavorò anche sotto la guida di Hubertus Strughold presso l'Istituto di ricerca medica aeronautica del Ministero dell'Aria del Reich,  Dipartimento di ricerca ad alta quota. Luft completò il suo servizio militare di tre mesi nel 1939 e sposò la sua collega Alice Hentzelt nel 1941. Luft ottenne l'abilitazione nel 1942 a Berlino durante la seconda guerra mondiale con il documento inedito sulla ricerca della Luftwaffe "Die Höhenanpassung" (L'adattamento all'altitudine). Luft prese parte alla conferenza sulle questioni mediche in caso di pericolo in mare e in inverno il 26 e 27 febbraio 1942 a Norimberga, dove venne anche tenuta una relazione sugli "esperimenti di ipotermia" nel campo di concentramento di Dachau.
Alla fine della guerra, l'Istituto medico aeronautico fu chiuso e Luft si impiegò come medico. Dopo la riapertura dell'università di Berlino, venne offerto a Luft l'incarico di direttore del Dipartimento di Fisiologia, ma nell'aprile del 1947, accettò l'offerta di Harry Armstrong dell'aeronautica militare statunitense di trasferirsi negli Stati Uniti come parte dell'operazione Paperclip.  Lì inizialmente operò presso la "School of Aviation Medicine" e la "Randolph Air Force Base" fino al 1954. Dal 1954 al 1980 diresse l'Istituto di fisiologia della "Lovelace Clinic for Medical Education and Research" di William Randolph Lovelace II ad Albuquerque e insegnò come professore di fisiologia all'Università del New Mexico dal 1959 fino al suo pensionamento avvenuto nel 1980.